# The Day
The Day (bra: 24 Horas para Sobreviver) é um filme canadense, dos gêneros terror, suspense e ficção científica, dirigido por Douglas Aarniokoski.